# Ceratocystis obscura
Ceratocystis obscura är en svampart som först beskrevs av R.W. Davidson, och fick sitt nu gällande namn av J. Hunt 1956. Ceratocystis obscura ingår i släktet Ceratocystis och familjen Ceratocystidaceae.   Inga underarter finns listade i Catalogue of Life.